# ميس إفريقي
ميس أفريقي أو شُّبَارق إفريقي(الاسم العلمي:Celtis africana) هو نوع من النباتات يتبع جنس الميس من الفصيلة القنبية.

## معرض صور

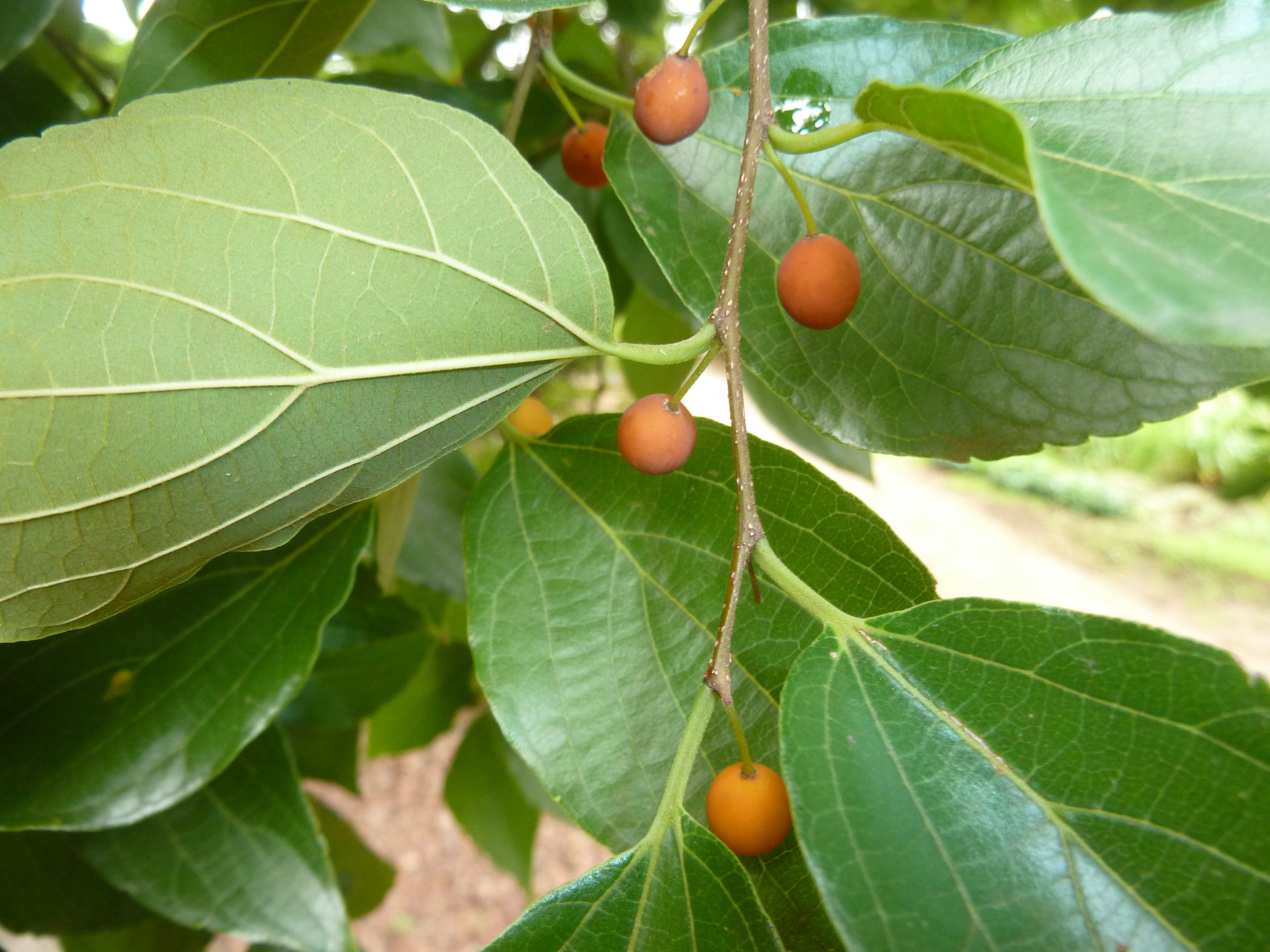
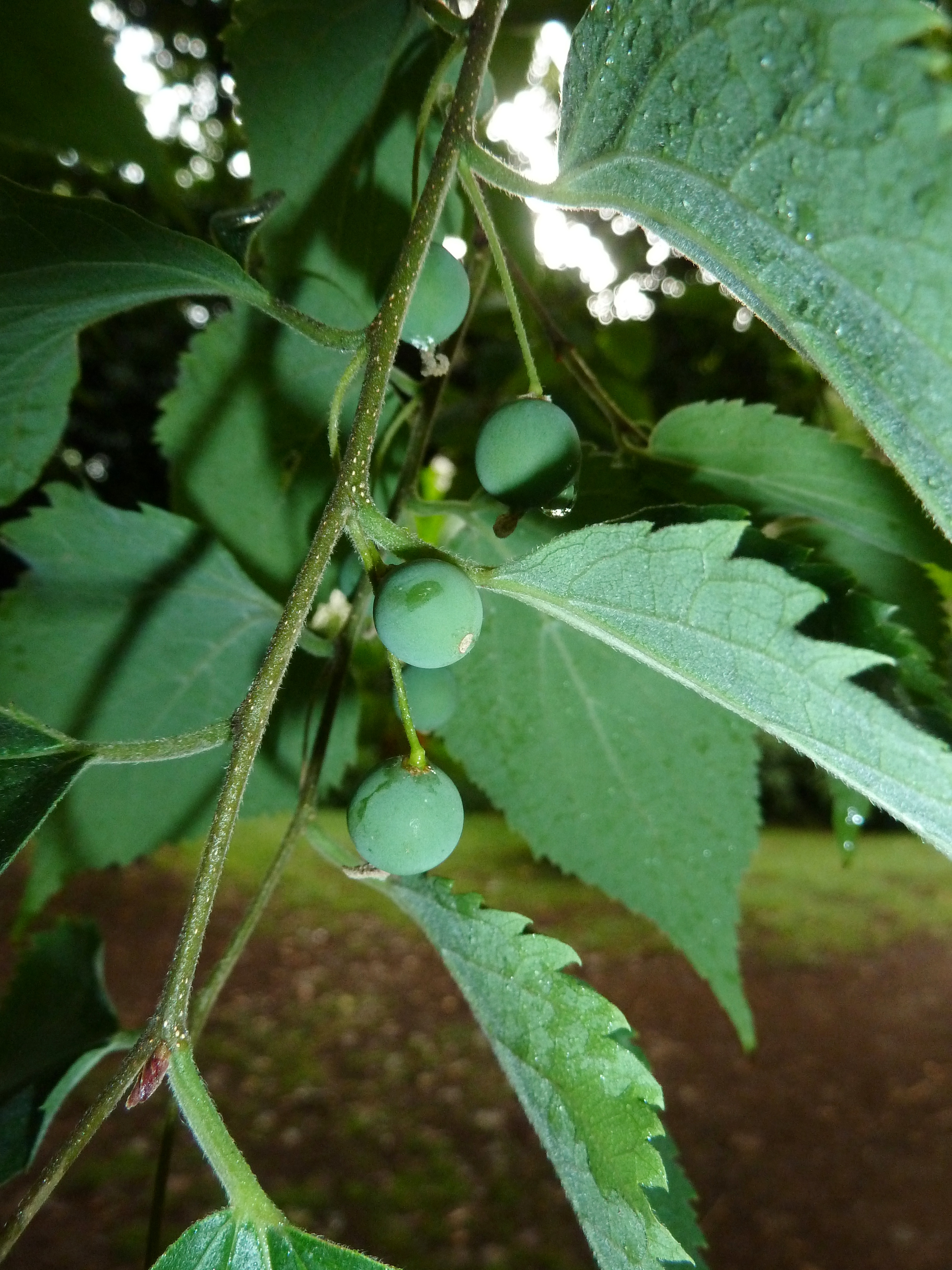
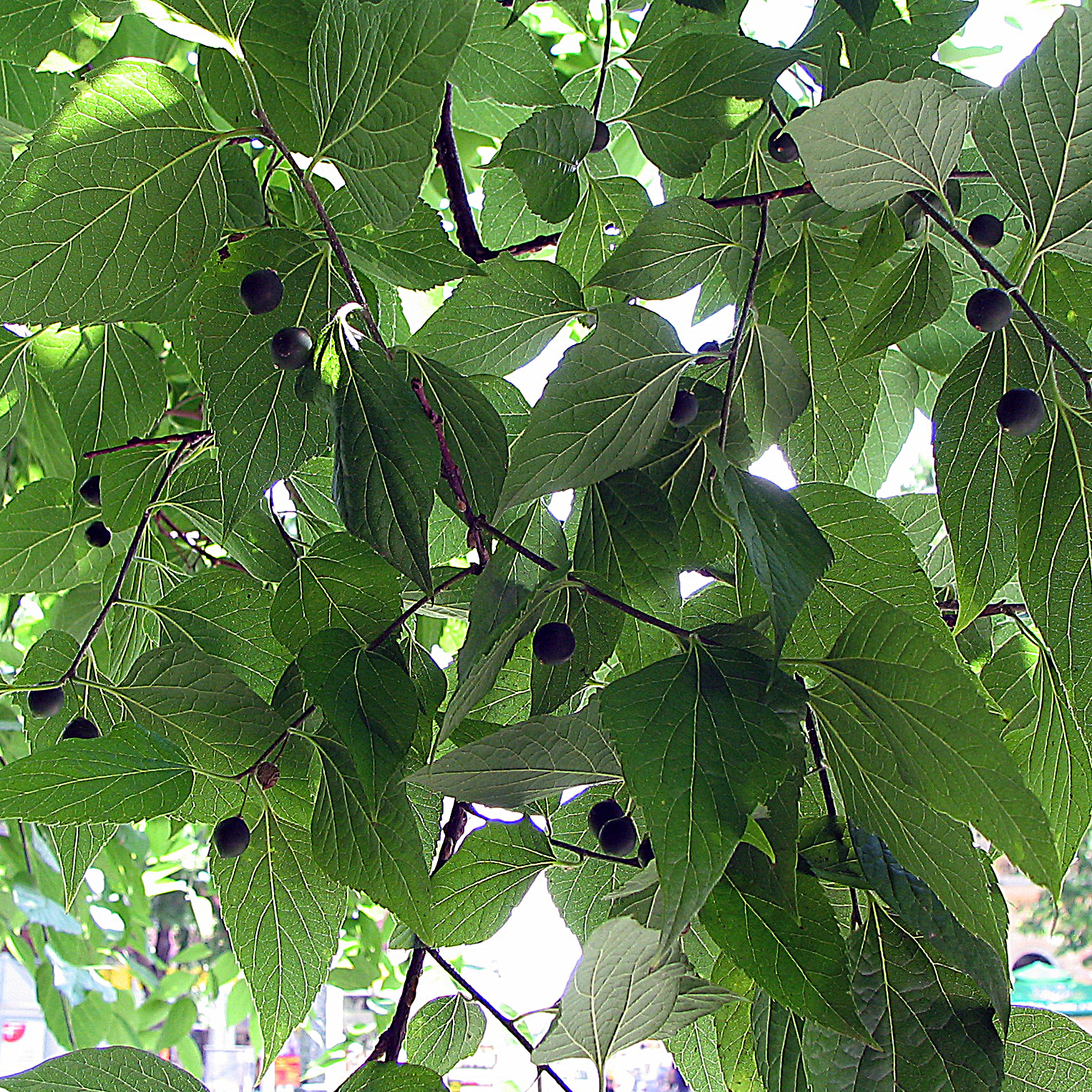